# معركة القريتين
معركة القريتين، أحد المعارك الصغيرة التي قادها خالد بن الوليد ضد الغساسنة القبيلة العربة الحليفة للإمبراطورية البيزنطية. وقد قعت هذه الحرب بعد أن أتى خالد بن الوليد تدمر فتحصن أهله ثم صالحوه. وسار بجيشه إلى القريتين، فقاتلهم فظفر بهم وغنم.